# باشگاه فوتبال استقلال زیدون
باشگاه فوتبال استقلال زیدون یک باشگاه فوتبال ایرانی در شهر زیدون می‌باشد که در لیگ دسته دوم فوتبال ایران بازی می‌کند.
این در جام حذفی فوتبال ایران ۰۴–۱۴۰۳ شرکت کرده و در مرحله دوم در ضربات پنالتی باشگاه فوتبال نود ارومیه را شکست داده اما در مرحله سوم برابر باشگاه فوتبال پیکان شکست خورده از مسابقات حذف شده است.